# GBU 15
Per circa un quarto di secolo, fino a metà degli anni ottanta, il Berliet GBU 15 è stato l'autocarro 6x6 standard dell'esercito francese prodotto dalla Berliet.
Con un peso a vuoto di 15,8 tonnellate era capace di trasportarne fino a 6 in fuoristrada, 10 su strada normale e di trainarne 15. 
Il motore era collocato sotto l'insolita cabina a quattro porte, con le due posteriori spostate alla fine dell'abitacolo, che aveva tetto e finestrini removibili. Il veicolo poteva usare una grande quantità di carburanti, incluso benzina, paraffina, JP4, gasolio, carburante agricolo e, a regimi più bassi, oli minerali e vegetali.
Al veicolo veniva applicato un argano che poteva sollevare fino a 8t. Il GBU 15 veniva usato di solito per trainare l'obice da 155mm Modele 1950.
Le varianti principali includevano un trattore d'artiglieria, un'autocisterna e un veicolo per le riparazioni. È stato in seguito sostituito dal Renault TRM 10.000.